# Pétrone
Vous lisez un « article de qualité » labellisé en 2011.
Pour les articles homonymes, voir Pétrone (homonymie).
Œuvres principales
- Satyricon
- Fragments narratifs attribués à Pétrone
- Poésies de Pétrone

Pétrone (Petronius Arbiter sur les en-têtes des manuscrits qui nous sont parvenus) est un écrivain romain, auteur du Satyricon. Il est généralement (mais pas unanimement) identifié avec Petronius Niger, ancien consul, l'un des favoris de Néron, jouant à la cour le rôle d'arbitre du bon goût (elegantiae arbiter) dans les années 60, avant de tomber en disgrâce et de se donner la mort en s'ouvrant les veines après avoir relaté par écrit les turpitudes de Néron (Tacite, Annales, livre XVI, 17 à 20). Toutefois, d'autres hypothèses quant à son identité ont été formulées.
Le Satyricon est considéré comme l'un des premiers romans de l'histoire de la littérature. Narrant les aventures singulières et scabreuses de héros assez spéciaux, il constitue une satire sociale, qui est, grâce à la psychologie des personnages et l'observation réaliste, une véritable innovation littéraire. Seuls des extraits nous sont parvenus, dont le fameux festin chez Trimalcion ; manquent en particulier le début et la fin du roman. Pétrone est également l'auteur de poèmes, bien que certains de ceux qui lui furent attribués se soient révélés ne pas être de sa main. On lui attribue également des fragments narratifs, retrouvés au cours des siècles et supposés intégrer le récit du Satyricon.
L'esthétique de Pétrone est essentiellement parodique et satirique : ses écrits interrogent le monde romain par la dérision et le travestissement. Cependant, nombre de spécialistes lui reconnaissent un message social novateur, un style littéraire innovant et une recherche dans l'observation réaliste qui en fait l'un des auteurs précurseurs du roman.
Pétrone a influencé la littérature, le cinéma et la musique. Henryk Sienkiewicz, dans son roman Quo vadis ? (1895), fait de Petronius Arbiter un personnage clé de l'intrigue alors que Federico Fellini adapte le Satyricon en 1969. Le compositeur italien Bruno Maderna en a composé un opéra en un acte. Plus généralement, la vie de Pétrone et son esthétique ont inspiré de nombreux auteurs tels que Henry de Montherlant, Laurence Sterne, Tobias Smollett, Henry Fielding ou encore Marcel Schwob.

## Identité: éléments biographiques et controverses

### La polémique: la «questione petroniana»
La « questione petroniana », expression italienne désignant la polémique érudite concernant l'identité de Pétrone et son autorité auctoriale sur le Satyricon, a produit nombre d'hypothèses. L'un des premiers traducteurs français de Pétrone à la fin du XVIIIe siècle, Charles Héguin de Guerle a, par exemple, intitulé le commentaire qu'il lui consacre : « Recherches sceptiques sur le Satyricon et sur son auteur ». Le débat est lancé par E. Marmorale, qui situe l'auteur du Satyricon à l'époque des Sévères. Selon André Daviault, qui a écarté l'hypothèse de Marmorale, les recherches tendent en majorité à montrer que le Pétrone auteur du Satyricon est bien Titus Petronius Niger, mentionné par Tacite surtout. Cependant, plusieurs éléments remettent en question cette thèse.
Hubert Zehnacker et Jean-Claude Fredouille pointent le fait que « la personnalité de Pétrone est aussi mal connue que l'époque à laquelle il a vécu. » En outre, à l'époque néronienne, la gens Petronia a produit plusieurs personnalités portant ce nom. Le supplément patronymique Arbiter ne permet que limitativement de préciser le personnage car il s'agit d'un gentilicium et d'un cognomen, alors que l'expression « arbitre de l'élégance » est certainement de l'invention de Tacite. Deux hypothèses majoritaires existent à ce propos : une première situe Pétrone, auteur du Satyricon, sous le règne de Néron, alors que la seconde le localise après cet empereur, soit à l'époque flavienne (69–96), soit pendant celle des Antonins.

### Pétrone de l'époque néronienne

#### Pétrone selon Tacite

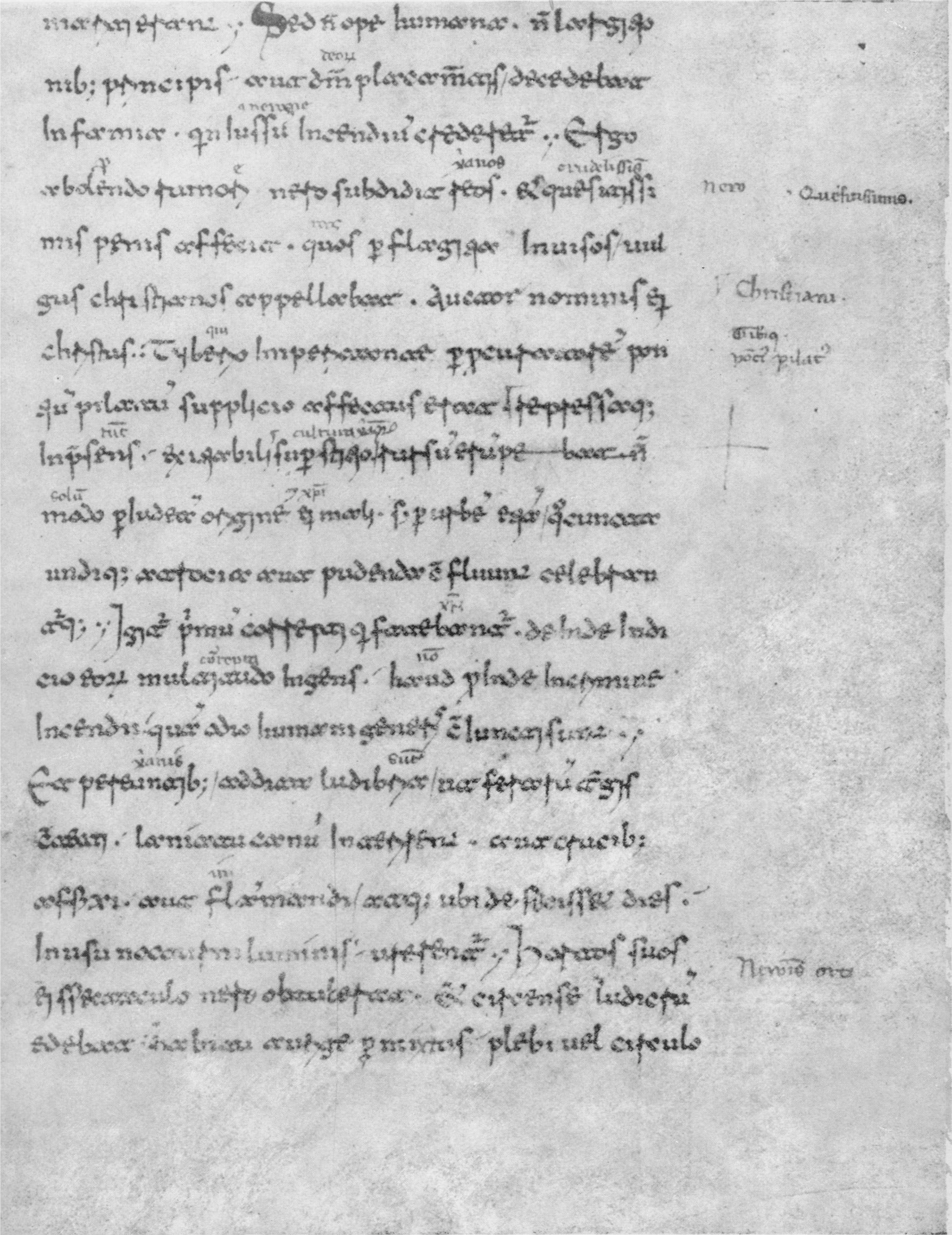
Les Annales de Tacite.

Le portrait littéraire le plus complet de Pétrone est présenté par Tacite (55-120), dans ses Annales, au livre XVI uniquement, dans ses sections 17 à 20. Au fragment 17, Tacite évoque la dénonciation de plusieurs personnes, dont Pétrone :

« Dans l'espace de peu de jours, tombèrent coup sur coup Annaeus Mela, Cerialis Anicius, Rufius Crispinus et Pétrone. »

Les sections 18 et 19 concernent quant à elles exclusivement la mort de Pétrone :
Enfin, la section 20 raconte la possible relation qu'entretient Pétrone avec une femme du nom de Silia :

« Néron cherchait comment avaient pu être divulgués les mystères de ses nuits. Silia s'offrit à sa pensée : épouse d'un sénateur, ce n'était point une femme inconnue ; elle servait d'instrument à la lubricité du prince, et d'étroites liaisons l'avaient unie à Pétrone. »

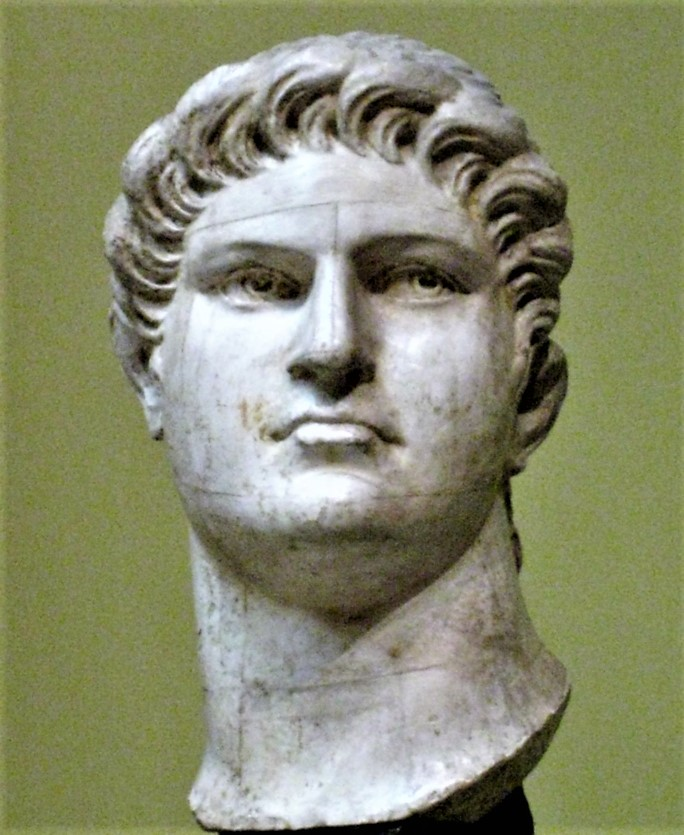
Buste de l'empereur Néron.

Tacite dépeint Pétrone comme un personnage « voluptueux, plein de raffinement et d'insouciance », proche du modèle épicurien ; devenu l'ami et le protégé de Néron, il passe à la cour pour un « arbitre de l'élégance », elegantiæ arbiter en latin. Selon Eugen Cizek, l'épicurien Pétrone paraît avoir fréquenté le cercle littéraire et érudit des Calpurnii, ce cénacle d'admirateurs des classiques grecs et latins. L'auteur du Satyricon a en effet tout d'une personnalité érudite et raffinée, urbaine également. Toujours selon Tacite, il semble que, par la suite, Pétrone ait été disgracié auprès de Néron par un rival, le préfet du prétoire Tigellin, jaloux de lui. Ce dernier réussit ainsi à compromettre Pétrone, grâce à la complicité d'un délateur qui le dénonça comme ami du sénateur Flavius Scaevinus, qui avait partie liée avec la conjuration de Pison visant à renverser Néron. Pétrone reçoit par la suite l'ordre de l'empereur de mettre fin à ses jours. Après avoir dicté, lors d'un voyage de Néron en Campanie, ce récit en vers (faciles versus) destiné à ridiculiser Néron, en décrivant les débauches de sa cour, Pétrone semble s'être suicidé à Cumes, en 67, en adoptant une attitude désinvolte et ce fidèlement à sa réputation. Il passe pour s'être ouvert les veines dans son bain, après avoir fait parvenir son récit satirique à Néron. Selon Tacite en effet, avant de mourir, Pétrone a composé une description fleurie des débauches de Néron et la lui a envoyée sous pli cacheté. Selon Charles de Saint-Évremond : 
Plusieurs éléments typiques de l'époque néronienne confortent cette thèse. Ils sont si exemplaires que, pour Kenneth F. C. Rose, le Satyricon n'aurait été écrit que pour le divertissement confidentiel de la cour de Néron, ce qui expliquerait que le récit ait été si peu connu dans l'Antiquité. L'« esprit du roman », marqué par la dépravation, l'ironie dominante et enfin la peinture fidèle des conditions de la plus basse classe sociale et la critique du milieu aristocratique, les jeux de mots et le personnage de Trimalcion, sorte de double de Néron, sont autant de preuves allant en ce sens. Pour lui, l'épisode du festin chez Trimalcion apporte le plus de preuves, à travers les descriptions des comportements et des habitudes de vie des convives. Selon Eugen Cizek, Pétrone semble avoir influencé Néron, notamment dans l'écriture par l'empereur d'une « réplique sérieuse » au poème de Lucain intitulé Iliacon. Pétrone aurait pu, par le moyen du poème d'Eumolpe sur la guerre de Troie, démontrer à l'empereur les erreurs à ne pas commettre. Pour Cizek, cet élément montre une connexion entre Néron et Pétrone, et renforce la thèse selon laquelle ce dernier est bien le personnage dépeint par Tacite.

#### Controverses
« Si l'on en croit plusieurs savants, onze auteurs célèbres ont porté le nom de Pétrone : malheureusement, il ne nous reste de chacun d’eux que des fragments. Parmi ces différents Pétrones, le plus illustre est distingué par le surnom d'Arbiter : c'est à lui qu'on doit le Satyricon, monument de littérature autrefois précieux sans doute par son élégance et sa légèreté, puisque ses ruines même ont encore de quoi plaire ; mais dont la clef, depuis longtemps perdue, ne se retrouvera probablement jamais, quoi qu’en aient dit quelques modernes antiquaires. »

— Charles Héguin de Guerle, « Recherches sceptiques sur le Satyricon et son auteur »
L'identité entre ce personnage historique et l'auteur du Satyricon est présentée comme une certitude au XVIe siècle par Pierre Pithou et reste l'hypothèse défendue par la majorité des spécialistes modernes. Toutefois, l'édition révisée du Gaffiot distingue, dans sa rubrique « Auteurs et ouvrages cités en abrégé », Titus Pétronius, courtisan de Néron et Pétrone Arbiter, auteur du Satyricon. En effet, plusieurs personnes de prestige du nom de « Pétrone » existent au Ier siècle, dans l'Empire romain, époque de rédaction supposée du Satyricon. Il semble toutefois que l'écrivain, qui signe son texte du nom de « Petronius Arbiter », soit très probablement un certain Caius (ou Titus parfois) Petronius Niger (ou encore : Gaïus Petronius selon Jean-Claude Féray), gouverneur de Bithynie, puis consul suffect en 61 ou 62.
Il y a cependant peu d'allusions à l'époque néronienne dans le Satyricon. Kenneth F. C. Rose les énumère : le suicide de l'auteur (le Satyricon aurait en effet été écrit peu avant que Pétrone ne se donne la mort) n'est pas évoqué dans le roman et le raffinement luxueux n'est pas mis en avant ; par ailleurs le patronyme d'« Arbiter », à l'époque de Néron, ne se rapporte jamais, parmi les occurrences connues, à un artiste ou écrivain. Hubert Zehnacker et Jean-Claude Fredouille considèrent que Pétrone a bien vécu sous les Julio-Claudiens et que le Satyricon a été rédigé à la fin du règne de l'empereur Néron. Pierre Grimal soutient lui aussi cette hypothèse :  Il ajoute que, selon toute vraisemblance, le Satyricon a dû être censuré et qu'il était de fait inaccessible au temps de Tacite. Il pourrait être une satire des mœurs du prince Néron censurée sous son règne. L'hypothèse de Pierre Grimal est séduisante, mais suppose que la mise à l'index ait survécu à la mort de Néron ce qui peut étonner.

### Autres hypothèses sur son identité

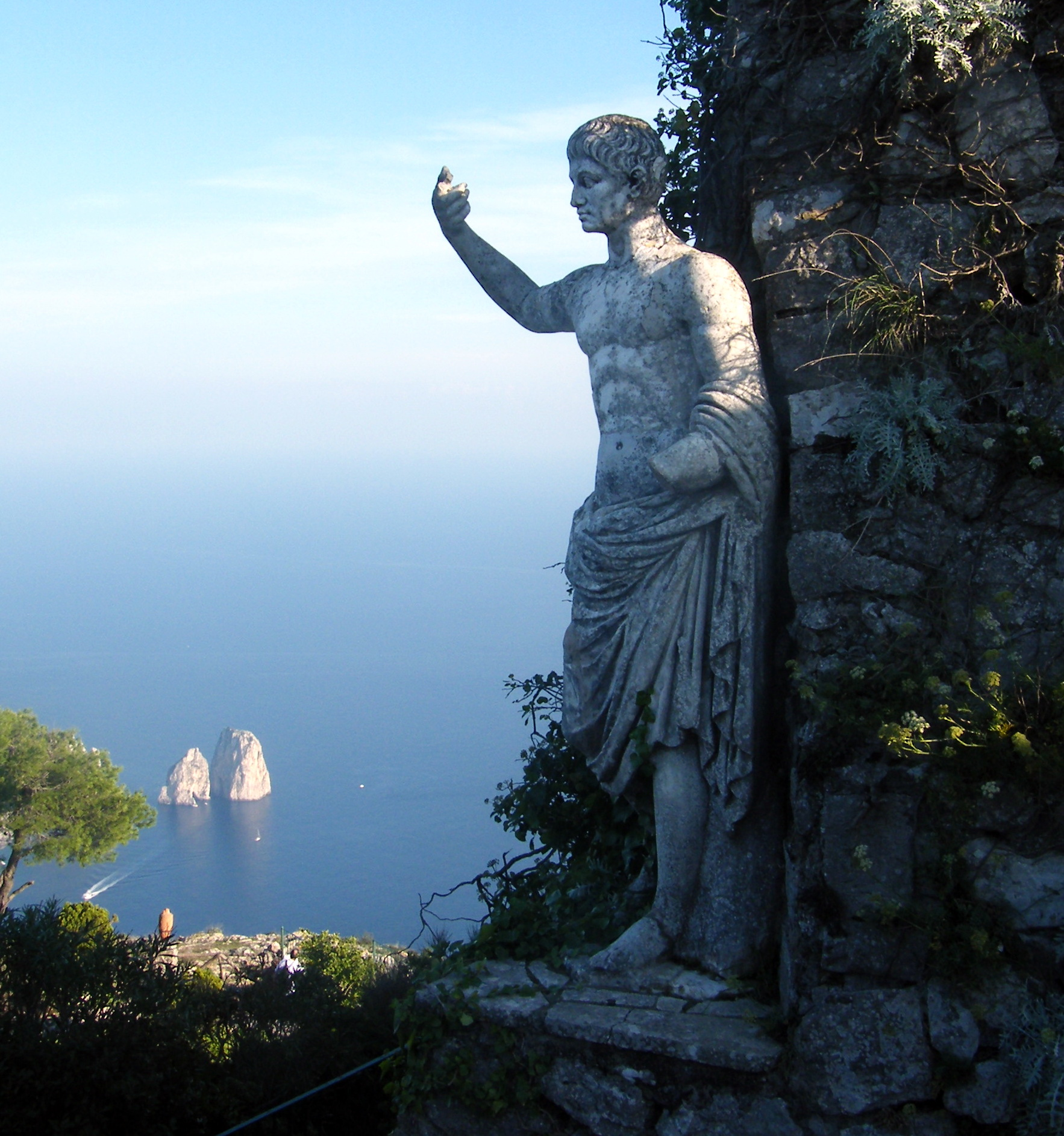
L'action semble se dérouler en Campanie, sous le règne de l'empereur Claude.

#### Roman de la période flavienne
Le débat sur l'identité de l'auteur est lié à d'autres polémiques, à savoir : celle portant sur la période décrite dans le roman, celle liée à la date de rédaction et de sa publication. Ses récits, et surtout le Satyricon, en raison du contexte social et politique qu'il présente, sont en effet les seules preuves de son existence. Selon René Martin, le Satyricon pose plus de questions qu'il n'en résout, si bien que le critique littéraire, ainsi que le lecteur, doivent être prudents vis-à-vis de ce texte. René Martin émet en 1975 l'hypothèse que la rédaction du récit est issue du contexte Flavien (de 69 à 96), plus précisément de l'époque de Domitien. On trouve déjà chez Voltaire des doutes à ce propos. L'écrivain considère en effet que l'édition de François Nodot (1691) a aggravé la confusion faite entre Titus Petronius, vivant après l'époque de Néron, et Caius Petronius, proche de ce dernier :

« Naudot a rempli les lacunes de ces sragmens  [sic], et a cru tromper le public. II veut le tromper encore en assurant que la satire de Titus Petronius, jeune et obscur libertin, d'un esprit très peu réglé, est le Caius Petronius, consul de Rome. »

L'hypothèse de René Martin, qui veut que Pétrone ait existé après l'époque néronienne, se présente comme sérieuse, citant comme arguments que Pétrone n'est cité qu'à partir du IIIe siècle, qu'il imita Silius Italius et Martial et non l'inverse, que le style est plus proche de l'époque flavienne, et que ce n'est pas le Petronius de Tacite, ce dernier ne lui attribuant aucun rôle littéraire. René Martin ajoute que le contre-argument le plus utilisé pour les « néroniens » serait les parodies de Sénèque, mais le philosophe stoïcien eu une fameuse postérité et n'a pas été obligatoirement parodié de son vivant. Cette hypothèse est rejetée par François Ripoll, car elle se fonde sur les éléments romanesques présents dans le Satyricon. Pour lui, le Satyricon pourrait vraisemblablement être une parodie de Silius Italicus (26–101), auteur des Punica. En étudiant les éléments métriques constituant le poème du Bellum ciuile du Satyricon, Wei-jong Yeh a montré que Pétrone est en effet l'héritier de Silius ; il situe donc le roman à l'époque de Domitien. Selon Martin toujours, Pétrone aurait vécu sous les Flaviens, et il aurait été un affranchi, ou le fils d'un personnage consulaire, lui-même ancien affranchi. René Martin déclare que la datation post-néronienne est de plus en plus défendue dans les publications malgré des controverses, pour le cognomen, il n'exclu pas la coïncidence ou le pseudonyme.

#### Le secrétaire de Pline le Jeune
D'autres hypothèses, plus marginales, existent. L'une de celles-ci envisage la possibilité qu'il s'agisse d'un de ces affranchis qui servent de lector (« lecteur », « secrétaire » d'un maître) aux personnages importants de Rome. Une hypothèse récente, proposée par René Martin et reprise par l'historien Maurice Sartre, considère ainsi que l'auteur du Satyricon est le secrétaire de Pline le Jeune (environ 61–114), décrit par ce dernier comme une personne à la fois sérieuse et fantaisiste. Le lector de Pline s'appelle en effet, et curieusement, Encolpe, comme le narrateur du Satyricon, nom pour le moins assez rare à cette époque. Il est donc possible que le véritable auteur du Satyricon soit cet Encolpe, affranchi au service de Pline le Jeune. En conséquence, selon René Martin, la composition du Satyricon daterait de 110-120 ap. J.-C..

#### Un Massaliote
Une autre thèse élaborée par Sidoine Apollinaire, auteur du Ve siècle, fait de l'auteur un habitant de Marseille, un Massaliote. « Cette ville est en effet connue à l'époque pour ses mœurs pédérastes », et le récit semble y prendre cadre. André Suarès dans son Marsilho adopte cette thèse. Jean-Claude Féray y voit l'hypothèse la plus plausible quant à l'identité de l'auteur du Satyricon. Cette thèse est également soutenue par l'un des traducteurs de Pétrone en français, Louis de Langle : à partir du cadre géographique du récit et notamment celui d'un « court fragment d'un livre perdu [il a] établi qu'au moins un des épisodes du roman avait cette ville pour théâtre ».

#### Plusieurs auteurs
Louis de Langle va cependant plus loin : le Satyricon, ensemble de fragments que l'histoire a rapprochés, serait l'œuvre de plusieurs auteurs différents. Il identifie au moins trois instances auctoriales, en particulier dans les « aventures d'Encolpe », qui présentent des « morceaux d'inspiration et de valeur bien différentes » ; les chapitres relatifs au culte de Priape, à l'histoire de Quartilla, et peut-être celle de la prêtresse Œnothéa seraient d'un auteur relativement récent. À partir des thèmes homosexuels présents dans le récit, et de leurs déviations par rapport aux modèles grecs, Jean-Claude Féray considère lui aussi que le Satyricon est un mélange de fragments disparates appartenant à plusieurs auteurs différents. René Martin indique que c'est une hypothèse à creuser mais avec prudence.

## Pétrone dans la littérature

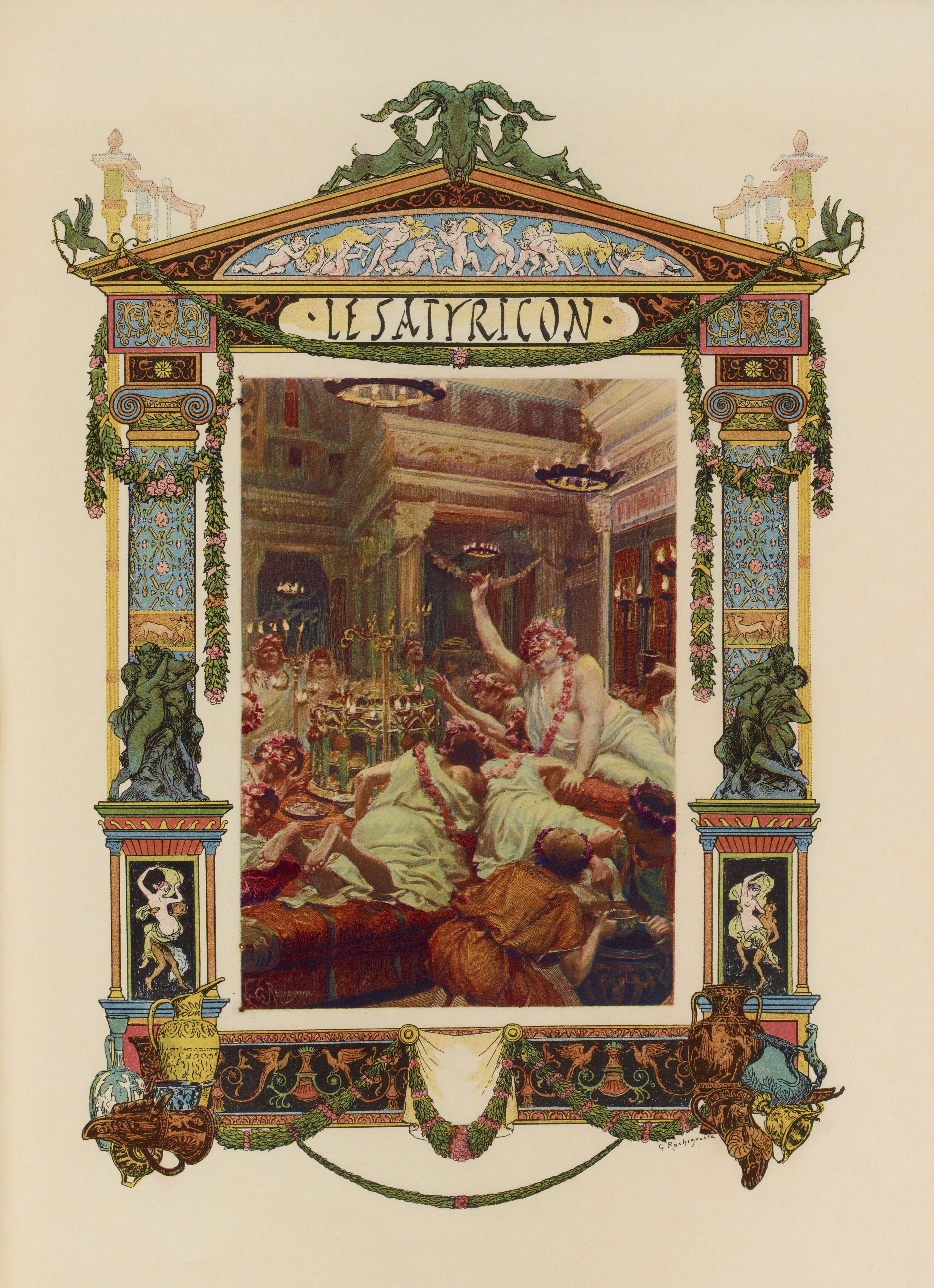
Illustration de la scène du Festin chez Trimalcion par Georges-Antoine Rochegrosse, épisode central du Satyricon.

### Pétrone et le roman latin
L'œuvre de Pétrone, le Satyricon, a été considérée comme l'archétype du roman latin. Selon Eugen Cizek, le Satyricon n'est pas seulement la synthèse d'expériences structurales précédentes, il en est aussi le dépassement ; il constitue en ce sens une innovation littéraire de l'Antiquité romaine. D’après André Daviault, Pétrone pourrait être considéré comme le premier romancier européen. Pétrone a sans doute puisé aux sources grecques et latines le précédant, mais il a forgé une œuvre inédite, remettant en question la poétique traditionnelle. Ce roman est donc bien plus qu’une simple parodie et loin d'être un simple récit de débauches ; il est « plutôt un chef d’œuvre littéraire absolu, qui […] n’a aucun parallèle précis dans l’Antiquité. […] La parodie et la désacralisation sont des éléments fondamentaux de cette œuvre unique », affirmation cependant à nuancer. La parodie du genre narratif est clairement reconnaissable dans le Satyricon, mais la dégradation des modèles de la grande littérature (tragédie et épopée, dans le sens aristotélicien) en est inséparable. Pour Cizek, le Satyricon témoigne d'une « extraordinaire ingéniosité et d'une grande liberté vis-à-vis des modèles antérieurs. »

### Pétrone et l'histoire littéraire
Le Satyricon, et notamment la scène du festin chez Trimalcion, préfigure, selon Paul Thomas, le roman picaresque. Récit à l'esthétique du pot-pourri (satura en latin, qui désigne aussi le genre de la satire), la mise en scène de personnages de condition extrêmement modeste et la langue populaire utilisée dans le Satyricon font aussi songer au genre grec du mime tel qu'il apparaît dans les Mimiambes d’Hérondas, aux thèmes d'ailleurs proches de ceux de Pétrone. Pétrone montre tous les traits de l'auteur qui a su assimiler l'esthétique des genres qui l'ont précédé, à savoir : les Satires Ménippées de Varron et l'Apocoloquintose de Sénèque, la tradition des récits de voyage, le modèle de la fable milésienne, et la comédie romaine. Albert Collignon dans Pétrone en France (1905) montre à quel point l'auteur du Satyricon est admiré par le public littéraire français et notamment après le succès du roman Quo vadis ? d'Henryk Sienkiewicz.

### Un modèle du dandy

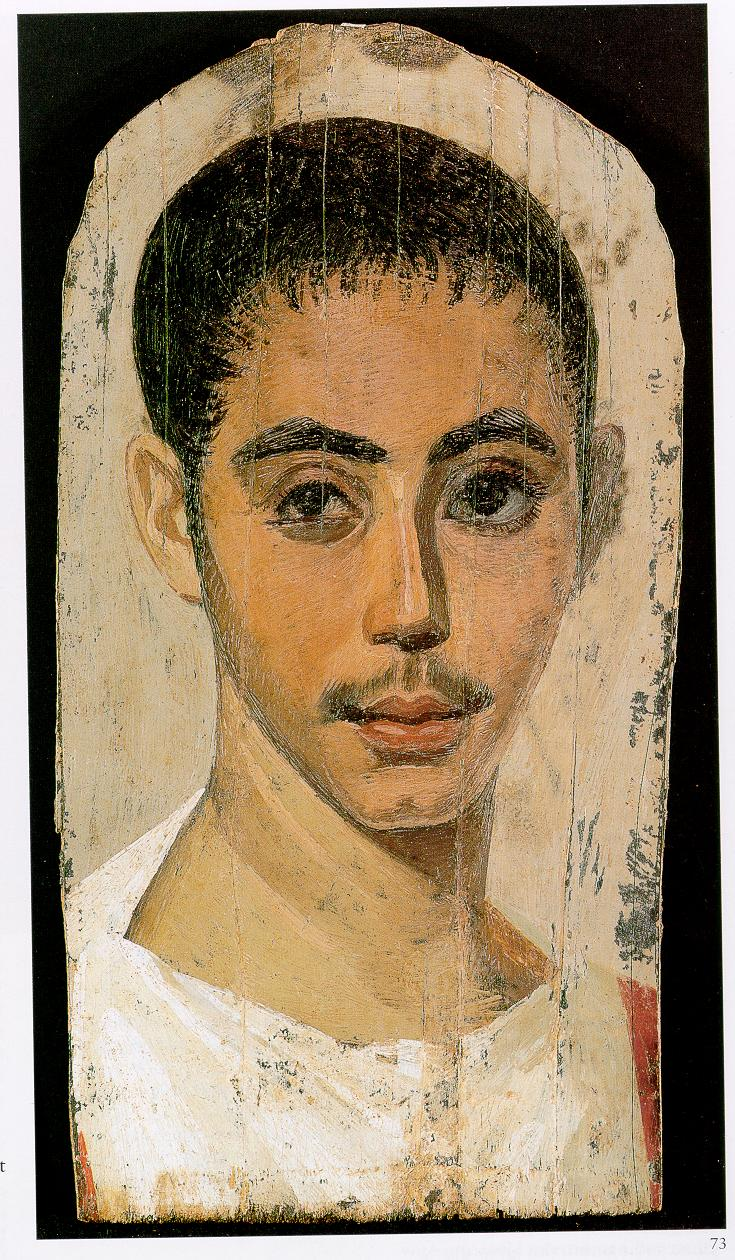
Portrait d'un jeune Égyptien du Fayoum (environ 160 ap. J.-C.)

La vie, et la mort surtout, de Pétrone en ont fait un modèle du type littéraire du dandy. Charles de Saint-Évremond, dans ses Œuvres mêlées, est le premier à étudier le caractère de l'« arbitre des élégances » en expliquant :

« Cet erudito luxu, cet arbiter elegantiarum, est le caractère d’une politesse ingénieuse, fort éloignée des sentiments grossiers d’un vicieux : aussi n’étoit-il pas si possédé de ses plaisirs, qu’il fût devenu incapable des affaires. »

Plus loin, il affirme que Pétrone « est peut-être le seul de l’Antiquité qui ait su parler de galanterie ». Alain Montandon a montré que la vision de Saint-Évremond aboutit à présenter Pétrone comme un épicurien galant et dont les enseignements sont supérieurs à ceux de Sénèque et de Plutarque. Ses qualités intellectuelles sont nombreuses : « Enfin, il n’y a naturel, il n’y a profession, dont Pétrone ne suive admirablement le génie. Il est poëte, il est orateur, il est philosophe, quand il lui plaît. » Modèle de l'« urbanité », c'est-à-dire du dandysme de la période classique, l'élégance de Pétrone atteint son paroxysme lors de sa mort. Charles de Saint-Évremond la compare à celle de Socrate, mais pour mieux montrer que la fin de Pétrone est esthétique par essence :

« Socrate est mort véritablement en homme sage, et avec assez d’indifférence : cependant il cherchoit à s’assurer de sa condition, en l’autre vie, et ne s’en assuroit pas. Il en raisonnoit sans cesse, dans la prison, avec ses amis, assez faiblement ; et pour tout dire, la mort lui fut un objet considérable. Pétrone seul a fait venir la mollesse et la nonchalance dans la sienne. »

## Œuvres
Il n'est pas possible d'apprécier l'étendue de l'œuvre de Pétrone mais l'indication de Macrobe « Les fables […] soit les intrigues remplies d'aventures amoureuses imaginaires, que pratiqua beaucoup Arbiter » (Commentaire au Songe de Scipion, I, 2, 8) laisse supposer que Pétrone avait écrit plusieurs fabulae maintenant perdues,

### LeSatyricon
Le Satyricon est un roman satirique écrit en latin et qui mêle vers et prose. Il est constitué par un récit-cadre (titré généralement les « Aventures d'Encolpe ») et trois récits enchâssés : L'Éphèbe de Pergame, La Matrone d'Éphèse et le Festin chez Trimalcion, autant d'intrigues à la vaste postérité littéraire. Le récit conte les aventures, dans une Rome décadente (avant la fin du Ier siècle) de deux jeunes homosexuels, Encolpe et Ascylte, ainsi que du jeune amant du premier, l'adolescent Giton. Après qu'Encolpe a été frappé d'impuissance par le dieu Priape, lui et ses amis errent de lieu en lieu, jusqu'en Grèce.

#### Roman fragmentaire
« Vaste fresque où les personnages prennent corps, comme il se doit, par leurs caractères, leurs idées et par les réalités sociales et morales qui les entourent » selon Eugen Cizek, le Satyricon est une œuvre monumentale ; il est vraisemblable qu'aujourd'hui nous ne disposons que d'une fraction de l'ensemble. La partie conservée appartient en effet aux livres XIV, XV et XVI actuels : plusieurs passages du roman (par exemple au chapitre CXXXVII) évoquent des passages non conservés et qui permettent, par déduction, d'en deviner l'étendue totale. L'ensemble est donc un assemblage de plusieurs extraits longs, d'un seul extrait considérable et cohérent, la Cena Trimalchionis, et de nombreux extraits courts (excerpta uulgaria) à l'authenticité variable, auxquels on ajoute les fragments attribués par des érudits humanistes au Satyricon. L'information selon laquelle il aurait été composé, selon Tacite, en quelques heures, peu avant le suicide de Pétrone, est peu vraisemblable car sa rédaction a dû prendre au moins quelques années. Selon André Daviault, le dernier écrit de Pétrone n'est pas le Satyricon mais probablement une clé pour en comprendre les mystères. Selon Maurice Sartre cependant, la paternité du Satyricon ne peut être attribuée à Pétrone.

#### Roman satirique

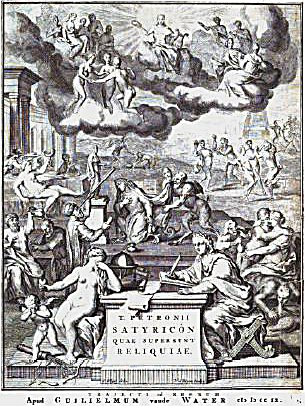
Première page de l'édition de 1709 du Satyricon

Mélange de prose et de vers, le Satyricon se rattache au genre de la satura romaine, spécifiquement à celui des Satires Ménippées de Varron et de l'Apocoloquintose de Sénèque. « Pétrone promène sur toutes choses un regard d'observateur et prend plaisir à des descriptions précises et humoristiques » selon Hubert Zehnacker et Jean-Claude Fredouille. La minutie satirique de son regard se retrouve, par exemple, dans la description de la demeure de Trimalcion, semblable à celles communes à Pompéi, et qui est fidèle à l'esthétique et aux habitudes domestiques de la fin du règne d'Auguste. Au temps de Pétrone, une telle description avait donc vocation à provoquer le ridicule. Selon Antonio Gonzalès, ce que la satire nous montre dans le Satyricon c'est un condensé des divers pans de la société des affranchis à Rome. Le Satyricon est donc le drame de cette soudaine liberté obtenue à la suite de l'affranchissement. L'ambition de Pétrone semble en effet de « [poser] l’image d’une société malsaine, dans laquelle l’autre est toujours potentiellement un agresseur ou un traître. Le rapport amoureux est ainsi dégradé en trio de comédie, les rapports hétérosexuels parodient le thème de la puella dura, et tous les rapports sont exagérés dans le sens d’une dégradation ridicule. »

### Fragments narratifs attribués à Pétrone
Plusieurs fragments narratifs courts (excerpta uulgaria) ont été, au cours des siècles, attribués à Pétrone, dans la continuité du Satyricon, par une tradition manuscrite complexe regroupant : le Codex Bernensis 357 (IXe et Xe siècles), le Codex Parisinus Latinus 8049 (XIIe siècle), le Codex Parisinus Latinus 6842 D (XIIe siècle), et le Codex Messaniensis (XIIe et XIIIe siècles) selon Alfred Ernout. Charles Héguin de Guerle, dans une section en annexe de sa traduction du Satyricon intitulée « Fragments attribués à Pétrone » en recense 36. Il n'en a traduit qu'un certain nombre, parmi les plus dignes d'intérêt et dit les avoir obtenus du Veterum poetarum catalecta, publié par Joseph Scaliger en 1573, traditionnellement joint aux éditions du Satyricon. Quelque onze anthologies latines et éditions du Satyricon colligent ces fragments, en particulier celle, en langue française, de Désiré Nisard qui a réalisé, en 1842, une édition intitulée Pétrone, Apulée, Aulu-Gelle : œuvres complètes avec la traduction en français dans laquelle il fait suivre le Satyricon de « Pièces de vers détachées » du récit. M. Rat, dans Pétrone le Satyricon, suivi des poésies attribuées à Pétrone et des fragments épars (1934) propose vingt-quatre témoignages et citations (I-III, V-XXI, XXV-XXVIII) et trente-deux fragments (XXIX, XXXI-L, LII-LXI, LXIII).
Ces bribes textuelles sont de deux sortes : les témoignages et citations (testimonia) et les fragments poétiques incertains (fragmenta incerta). Ils délivrent peu d'informations sur le contexte, mais plusieurs passages évoquent des indices co-textuels permettant de les relier à la diégèse du Satyricon. Ainsi, le fragment XLVII contient des éléments contextuels le reliant à la période de la dynastie julio-claudienne, de manière similaire à ceux présents dans le récit de Pétrone. La majorité de ces fragments nous sont parvenus grâce à des auteurs chrétiens tels que Denys d'Alexandrie, Marius Victorinus, Jérôme de Stridon, Sidoine Apollinaire ou Isidore de Séville.

### Poésie de Pétrone
Dix-huit poèmes non relatifs au Satyricon sont attribués à Pétrone. Ils sont de versifications très variées et se composent d'hexamètres dactyliques, de distiques élégiaques, d'hendécasyllabes phaléciens et, pour quelques poèmes, de mètres anacréontiques. Dans son anthologie intitulée Douze poèmes d’exil de Sénèque et vingt-quatre poèmes de Pétrone, Léon Herrmann fait de certains carmina traditionnellement attribués à Sénèque des écrits de l'« arbitre de l'élégance ». Sa démarche ne repose cependant sur aucun argument sérieux, sinon la teneur érotique des poèmes sélectionnés, et semble arbitraire. Plusieurs poèmes posent cependant problème. Le poème LXII, intitulé l'Etna, par exemple, longtemps attribué à Pétrone par Vincent de Beauvais, au XIIIe siècle, comporte cependant des vers appartenant à une œuvre anonyme datée du Ier siècle av. ou apr. J.-C..
Les poèmes insérés au sein du Satyricon sont au nombre de trente ; ils constituent des œuvres poétiques à part entière. En plus des courts passages versifiés qui parsèment le roman, le poème dit de la guerre civile (De bello ciuili, chapitres CXIX-CXXIV) et celui dit de la prise de Troie (Troiae Halosis, chapitres LXXXIX) sont notables. Selon Wei-jong Yeh, l'authenticité de ces fragments versifiés est toutefois douteuse, d'autant plus que leur nombre varie d'une édition à l'autre. Mis à part ces deux longs poèmes, le récit comporte une importante diversité de formes versifiées : des hexamètres dactyliques, des distiques élégiaques, des hendécasyllabes phaléciens, des choliambes, des sénaires iambiques et trochaïques ou encore des vers sotadéens.

### Apocryphes attribués à Pétrone
De nombreux écrits et fragments ont été attribués à Pétrone au cours des siècles. Charles Héguin de Guerle remarque que Scaliger, Daniel et dom Rivet en font l'auteur de l’Eustion, de l’Albutia, et de poèmes nommés Priapées, ainsi que d'épigrammes. Pour Raphaël de Volterre, Pétrone serait l'auteur d’un grand nombre de Fragments poétiques sur la médecine, certainement par confusion avec Petrichius, cité par Pline l'Ancien. Pour La Monnoie, l'épigramme latine de La Boule de neige est l'œuvre de Pétrone.
Des fragments savants ont également été mis sous la paternité de Pétrone. Pour Claude Binet, humaniste du XVIe siècle, Pétrone serait l'auteur de poésies mais aussi de gloses étymologiques jointes aux Etymologiae d'Isidore de Séville.

## Poétique et stylistique

### Image du lecteur

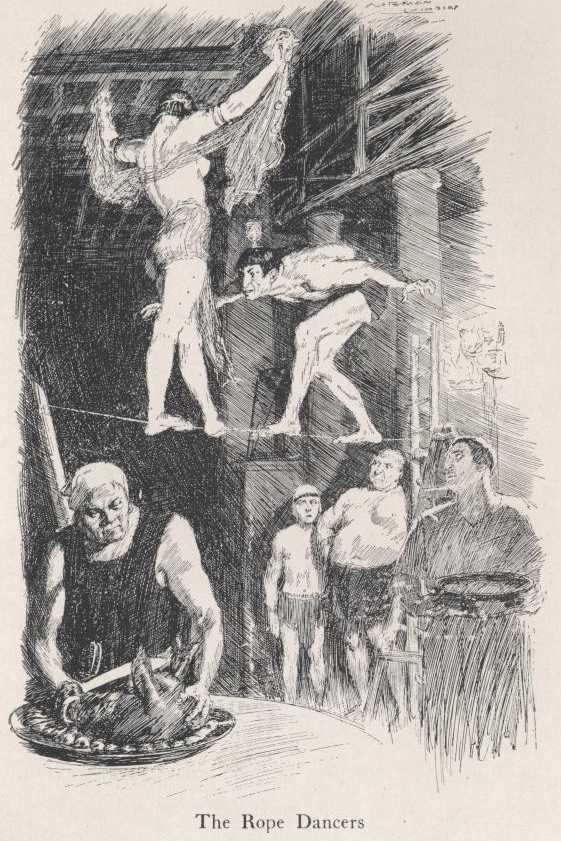
Illustration d'une scène du Satyricon, par Norman Lindsay (1910).

Pétrone s'adresse à un public cultivé et connaisseur en allusions culturelles et littéraires. La poétique du Satyricon se fonde sur les thèmes typiquement romanesques de l'errance et de la perte de repères. La maison de Trimalcion, qui est assimilée à un labyrinthe, semble par exemple fonctionner dans le roman comme la métaphore de l’œuvre entière, comme le dédale dans lequel « le lecteur, enfermé de concert avec le narrateur, peine à trouver une sortie ». Pétrone « revisite le passé, c’est-à-dire emprunte à tous les genres littéraires préexistants, mais il le fait avec ironie. Il joue à « déconstruire » par la parodie les systèmes de valeurs que ces différents genres proposent, mais ne semble guidé en cela par aucune idéologie propre » car aucune morale de rechange n'est proposée. Le héros, Encolpe, ne permet pas l'identification minimale du lecteur et tout est fait pour ne proposer aucun accompagnement au lecteur type. Cette image implicite du supposé Pétrone, G. B. Conte l'appelle l'« auteur caché ».

### Image de l'auteur
Selon Eugen Cizek, Pétrone ne délivre pas ses opinions directement dans ses écrits. L'auteur ne s'y présente en effet à aucun moment du récit. Sa position ne peut donc être connue que par l'analyse des personnages, en particulier de la figure d'Encolpe, personnage-narrateur du Satyricon. Tour à tour dépassé par les événements ou, au contraire, intelligemment lucide vis-à-vis d'eux, Encolpe semble bien être le masque fictionnalisé de l'auteur Pétrone. Deux visages de l'auteur se font donc jour selon Paul Veyne : à travers le « détachement dédaigneux du narrateur » d'une part et à travers la distance ironique de l'auteur d'autre part.

### Le réalisme de Pétrone
Le réalisme attribué à l'esthétique de Pétrone, notamment par Erich Auerbach dans Mimésis, la représentation de la réalité dans la littérature occidentale (1946), s'appuie sur plusieurs procédés habilement maniés par l'auteur. Son esthétique, son traitement de la psychologie des personnages, du temps et de l'espace, du mode de narration enfin en font également un modèle de réalisme dans l'Antiquité. Erich Auerbach considère le Satyricon comme « le paradigme maximal du réalisme dans l'Antiquité ». Il cite particulièrement l'épisode du festin chez Trimalcion, moment de la littérature antique le plus proche de la représentation moderne de la réalité selon ses mots. Les personnages d'abord se définissent par une « extraordinaire mobilité psychologique, trait saillant [et] fort moderne » selon Cizek. Ils « sont en effet présentés dans leurs évolutions, et se forment et se reforment sous les yeux des lecteurs ». Cette capacité à ménager des différenciations dans les portraits psychologiques des personnages, mais aussi dans leurs façons de s'exprimer (la scène du festin est éloquente sur ce point ; on peut parler d'hétéroglossie car les personnages sont aisément reconnaissables par leurs parlers, qui trahissent les origines sociales et ethniques des locuteurs), est reconnue comme un trait réaliste.

### Langues et style
La stylistique de Pétrone procède surtout par contrastes. La critique du style déclamatoire portée par le personnage d'Encolpe (face au professeur de rhétorique qu'est Agamemnon notamment) a pour but de faire ressentir le « fossé séparant la réalité du forum et l’univers fictionnel des déclamations ». La composante théâtrale occupe une place éminente dans le Satyricon, comme l’a montré Costas Panayotakis ; les termes théâtraux y sont utilisés pour indiquer la fiction et l’illusion.
Les jeux de mots constituent également une ressource stylistique innovante chez Pétrone. De nombreux mots, existant auparavant dans la langue ou hapax forgés par l'auteur parsèment le Satyricon, tissant un réseau sémantique riche en échos. Par exemple, le terme embasicoetas est un mot grec qui ne semble être attesté que chez Pétrone ; le jeu de mots serait peut-être : « celui sur lequel on se couche, qui sert de couche », allusion au succube, et désignant dans l'espace textuel le « débauché », le « mignon ». Par exemple, le terme cinaedus (cinède) signifie « efféminé », « débauché » et renvoie à un univers culturel et social complexe.

### Inspiration et dépassement

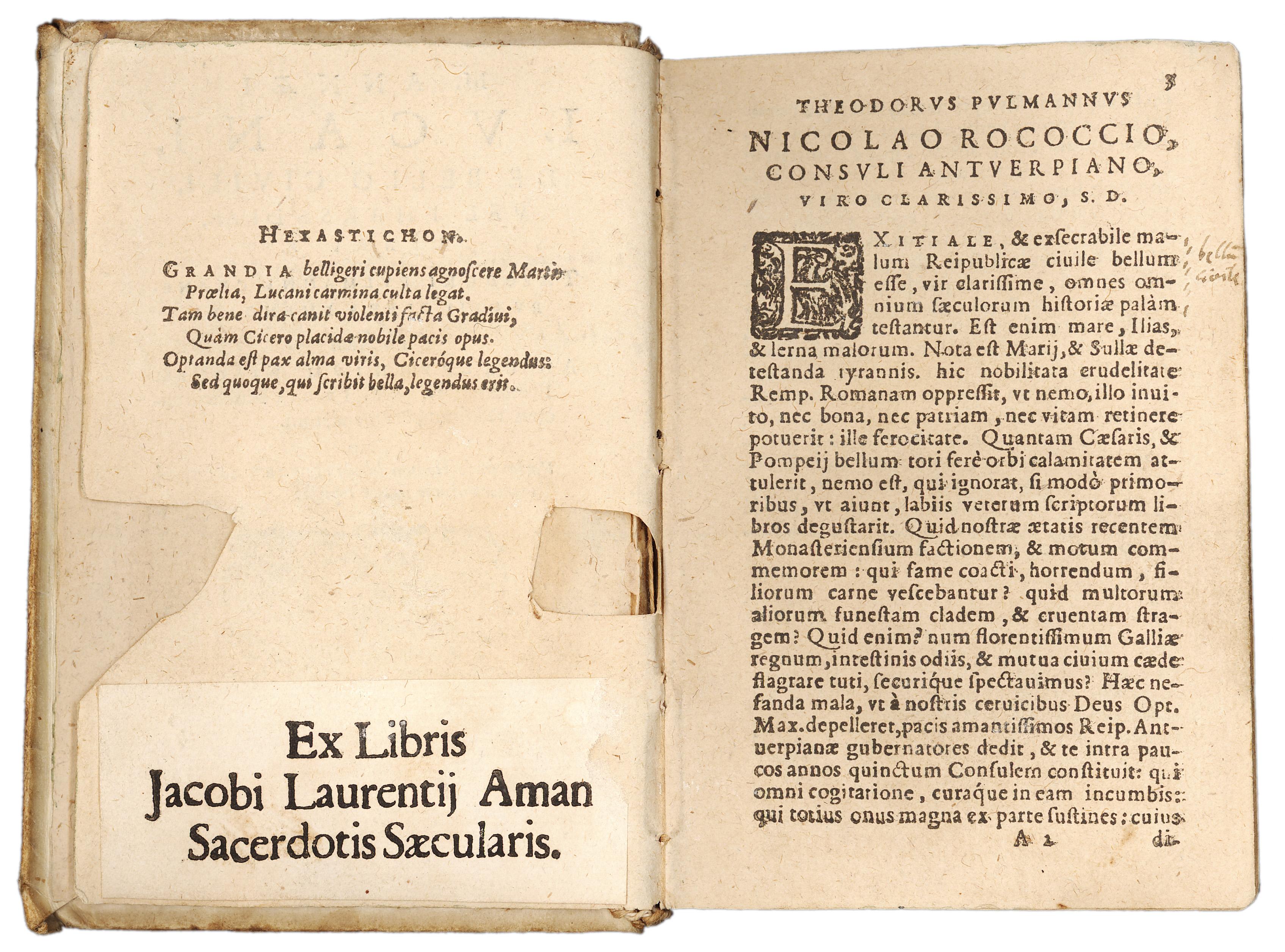
Le poème de Lucain De bello civili, intitulé aussi la Pharsale

En dépit de la dimension largement parodique du Satyricon, il semble que Pétrone ait cependant aussi voulu donner à son roman une tournure sérieuse. Pétrone fait ainsi parvenir un message inédit pour l'Antiquité selon Aldo Setaioli. Le thème qui ne semble pas parodié chez Pétrone est « la scène dans laquelle Giton et Encolpe se préparent à mourir dans les bras l’un de l’autre au milieu de la tempête en furie ». Il en est de même pour les tentatives théâtrales de suicide et pour l'amour homosexuel des personnages principaux, autant d'éléments qui font que « Pétrone a exploité de la façon la plus habile toutes les suggestions offertes par un thème romanesque répandu pour monter un épisode réjouissant, dont la valeur artistique va bien au-delà de la simple parodie, même si elle est à la base du processus littéraire mis en œuvre ».
Selon Paul Veyne, l'esthétique littéraire de Pétrone repose sur trois éléments : la liberté revendiquée et laissée à la fantaisie, l'importance du cadre de la tradition classique (Pétrone fait en effet l'éloge des classiques grecs et romains, même s'il en parodie les ressorts) et enfin la condamnation, à travers la Pharsale de Lucain, d'une recherche de la modernité (l'asianisme). Le poème sur la guerre civile chantée par Eumolpe dans le Satyricon est ainsi une attaque directe envers la versification de la Pharsale de Lucain, accusée d'aller contre la doctrine classique. En matière de création poétique, l'opinion de Pétrone est donc en faveur du génie créateur, de l'inspiration.

### Intertextualité
Les allusions mythologiques et littéraires sont nombreuses dans les écrits de Pétrone et en particulier dans le Satyricon. Le poème sur la prise de Troie reprend par exemple, en sénaires iambiques, le sujet traité auparavant par Virgile au second livre de l'Énéide. Le second poème, portant sur la guerre civile, fait écho quant à lui à celui du livre I de la Pharsale de Lucain. Le roman renferme aussi des allusions à la culture sémitique à travers le personnage de Trimalcion, si bien que c'est dans le Satyricon « que l’on trouve l’un des catalogues les plus complets de poncifs antijuifs » latins, explique Michel Dubuisson. Plusieurs thèmes renvoient à des auteurs romains, ainsi ceux de la corruption et de la vénalité de la justice sont des échos aux textes de Varron, de Juvénal et de Martial. Pour Olivier Sers, comme pour René Martin, le Satyricon serait une parodie homérique. Plusieurs épisodes tournent en effet en dérision les péripéties d'Ulysse : celui de la tempête est ainsi, par exemple, une parodie du chant V d'Homère.

### La philosophie de Pétrone

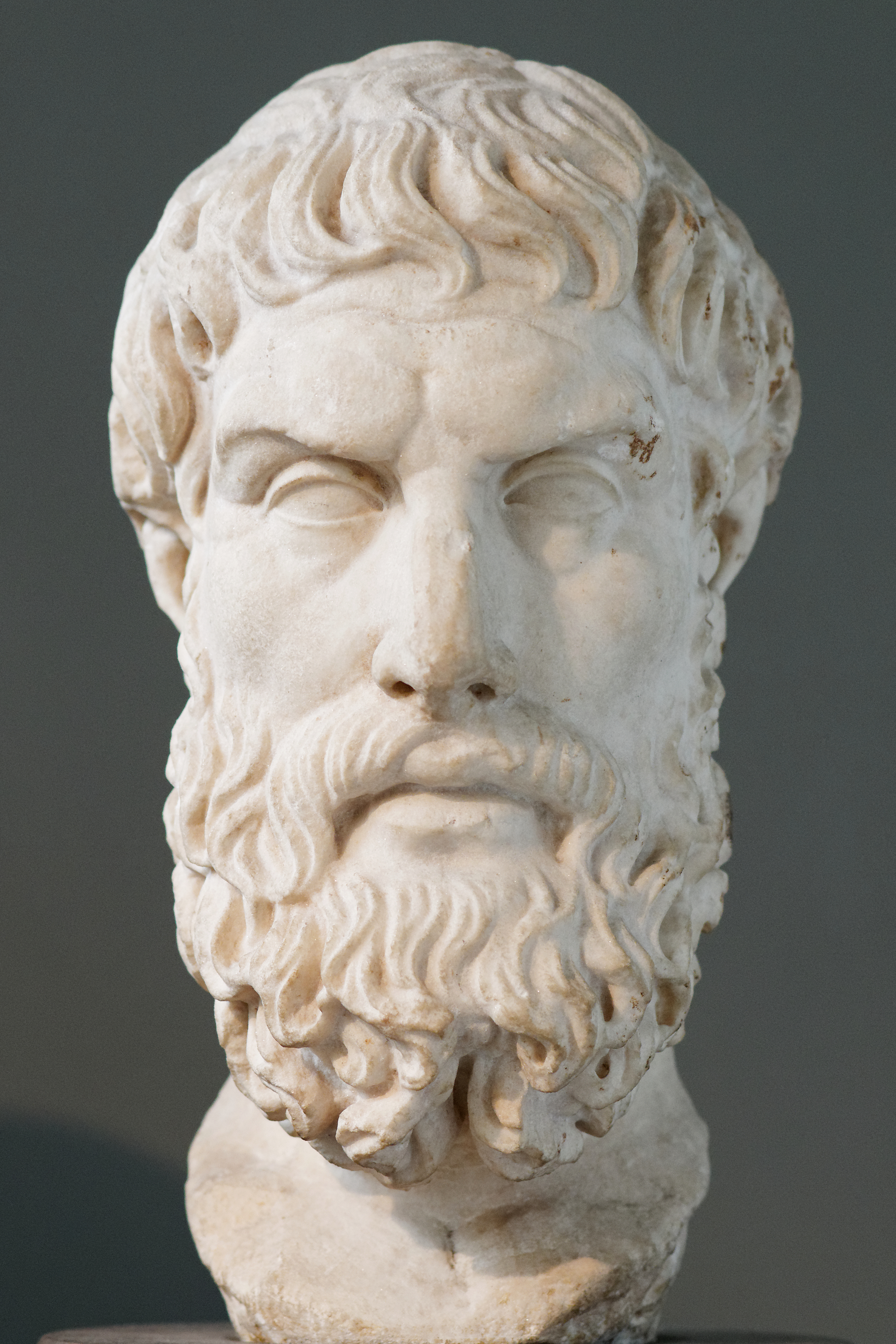
Portrait d'Épicure

La philosophie qui transparaît dans le Satyricon est empreinte de celle de Sénèque surtout. Des passages des Lettres à Lucilius sont en effet repris et parodiés. L'objectif de l'auteur, qui est de porter un regard critique sur la société romaine de son temps, laisse entendre son adhésion à la philosophie stoïcienne, même s'il demeure difficile de comprendre la motivation réelle de Pétrone. En effet, le Satyricon « contient aussi des allusions épicuriennes, qui ont été diversement interprétées : tantôt on a fait de Pétrone un épicurien, tantôt on a vu en lui l’auteur d’un violent manifeste contre l’épicurisme, qu’il aurait cherché à ridiculiser en le faisant défendre par des personnages méprisables », commente Michel Dubuisson. Pour Eugen Cizek, l'influence d'Épicure est réelle. Pour Kenneth F. C. Rose, l'obédience stoïcienne de Pétrone ne fait aucun doute, en particulier au chapitre CXXXII.
Pétrone, à travers ses personnages (en particulier le poète Eumolpe et le narrateur, Encolpe), dresse une critique de Lucain, introducteur d'une « rhétorique facile », et qu'il présente comme « un historien qui versifierait son texte ». Derrière cette attaque faite à Lucain apparaît, selon Cizek, le ralliement de Pétrone à l'esthétique néronienne mise en doctrine par l'aula neroniana (la « cour de Néron »). Pourtant, le récit de Pétrone est unique dans son innovation littéraire. Cizek le qualifie de « baroque », voire de roman joycien avant l'heure.

## Postérité

### En littérature

#### Réécritures duSatyricon
L'abbé Marchena est l'auteur d'un pastiche du Satyricon intitulé Fragmentum Petronii (1800) et dans lequel il accentue les descriptions pornographiques ainsi que le langage cru des personnages, et insère un chapitre de son invention ; c'est donc un faux littéraire. Memoirs of the Present Countess of Derby (1797) de Elizabeth Farren présente une intrigue semblable, faite de péripéties et de fuites. Le texte inspire aussi le roman de Fernand Kolney : Le Salon de Madame Truphot, ou Le moderne satyricon publié en 1927. En littérature américaine contemporaine, le Satyricon a inspiré des écrits tels : Petronius redivivus (1975) de Marvin Colker et New York Unexpurgated d'un certain « Petronius ». Les réécritures sont multiples, en particulier les contes insérés. L'École des veuves de Cocteau (1936) « trouve son origine dans le conte mythique La Matrone d'Éphèse, tel qu’il est raconté par Pétrone au milieu du Ier siècle apr. J.-C., aux chapitres CXI et CXII du Satyricon ». Dans son roman Gatsby le Magnifique (1925), F. Scott Fitzgerald caractérise explicitement son personnage principal éponyme sous les traits de Trimalcion (au chapitre VII notamment). L'édition de Cambridge est même sous-titrée : « Trimalchio ».
L'esthétique du Satyricon a influencé nombre d'écrivains tels : Henry de Montherlant, Laurence Sterne (Tristam Shandy, 1760), l'auteur de romans picaresques Tobias Smolett et Henry Fielding. La veine littéraire du roman comique du XVIIe siècle, certains romans du XVIIIe siècle comme Joseph Andrews ou Histoire de Tom Jones, enfant trouvé de Fielding, la satire critique de Jean Barclay, ou encore l'Histoire amoureuse des Gaules (1665) de Roger de Bussy-Rabutin sont les héritiers de l'esthétique du Satyricon. Marcel Schwob lui consacre un portrait fictif dans Vies imaginaires (1896). Selon l'écrivain français, Pétrone ne se serait pas suicidé après avoir été victime de la haine de Tigellin, mais il se serait enfui avec son esclave Sylus. Auparavant, et vers sa trentième année, « Pétrone, avide de cette liberté diverse, commença d’écrire l’histoire d’esclaves errants et débauchés. Il reconnut leurs mœurs parmi les transformations du luxe ; il reconnut leurs idées et leur langage parmi les conversations polies des festins » : le Satyricon. Enfin, Schwob doit beaucoup à la peinture réaliste de Pétrone.

#### Fictions mettant en scène Pétrone

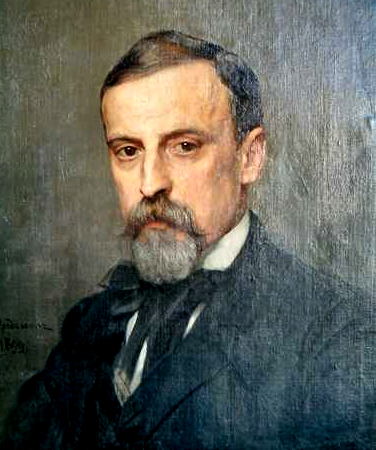
Portrait d'Henryk Sienkiewicz par Casimir Mordasewicz, 1899

L'écrivain polonais, lauréat du prix Nobel de littérature en 1905, Henryk Sienkiewicz, dans son roman Quo vadis ? (1895) fait apparaître Pétrone et lui fait rencontrer les apôtres, Paul et Pierre. D'abord réticent au christianisme naissant, Pétrone aide son neveu, Vinicius, à conquérir une jeune femme chrétienne. Henryk Sienkiewicz s'adosse à la tradition, qui fait de Pétrone un proche de Néron, qui, désavoué par ce dernier à cause de la malveillance de Tigellin, finit par se suicider. Le traitement qu'il fait du personnage de Pétrone est toutefois la cible de nombreux critiques, qui y voient une complaisance pour les mœurs dépravées. H. Dac, dans un article de L'Univers en date du 25 mars 1901 condamne l'usage littéraire de Pétrone dans Quo vadis ? : trop « poétisé », le personnage « ne méritait pas l'écriture artiste de Sienkiewicz ». Les principales critiques reprochent surtout à Sienkiewicz d'avoir « popularisé et livré au grand public » l'auteur du Satyricon et, partant, de l'avoir « déformé ».
En 2004, le journaliste et écrivain français Pierre Combescot publie Ce soir on soupe chez Pétrone, qui se présente comme des Mémoires romancés de l'auteur du Satyricon, narrés par son disciple inventé : Lysias. Combescot a voulu ce roman comme une « chronique sur Pétrone » qui, dans cette fiction, est massaliotte. Combescot présente Pétrone comme un « épicurien » qui « s'amuse, à l'ombre des idées nihilistes. Au moment de s'éclipser sur la pointe des pieds, il ne vous laisse en partage que sa vérole, et de grands éclats de rire au crépuscule. »

### Au cinéma
Le Satyricon a été adapté à l'écran par Gian Luigi Polidoro en 1968. Le film est beaucoup plus fidèle au texte de Pétrone que celui de Fellini mais il présente une esthétique mélancolique. En dépit de certaines scènes obscènes censurées qui gênent sa distribution, le film réalise des entrées appréciables. Polidoro a acheté les droits de l'œuvre de Pétrone, ce qui explique que Fellini, qui commence le tournage la même année, a intitulé son film Fellini-Satyricon, non sans avoir entraîné une querelle juridique entre les deux hommes.

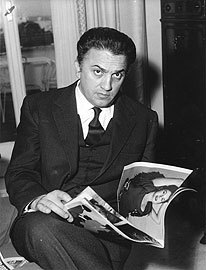
Federico Fellini

En 1969, Federico Fellini sort sa propre adaptation du Satyricon. Ce film révèle les fantasmes du cinéaste (goût du monstrueux et du morbide) plutôt que l'esthétique de Pétrone selon Hubert Zehnacker et Jean-Claude Fredouille. Fellini présente une Antiquité dans laquelle toutes les valeurs se sont écroulées et où plus personne ne se comprend. La sexualité y est le seul moteur existentiel, si bien que l'on peut y voir une critique de la société de consommation contemporaine. Le réalisateur a cependant adapté très largement l'histoire originale. Par exemple, il choisit comme cadre Rome et non Naples ou Tarente remplace Agammemnon par Eumolpe lors du festin chez Trimalcion, invente une longue scène chez Habinnas et, même, insère des éléments anachroniques.
Le roman à succès de Henryk Sienkiewicz, Quo vadis ?, a été adapté plusieurs fois au cinéma : par Lucien Nonguet et Ferdinand Zecca en 1902, par Enrico Guazzoni en 1912, par Mervyn LeRoy en 1951 puis par le réalisateur et scénariste polonais Jerzy Kawalerowicz en 2001. Une version pour la télévision de Franco Rossi, diffusée en 1985, en six épisodes a été également produite. Pétrone y est souvent représenté comme un personnage esthète et tourné vers la débauche. Dans l'adaptation de Jerzy Kawalerowicz, Pétrone est joué par Boguslaw Linda, dans un rôle davantage proche du portrait de Pétrone par Pline que de celui de Tacite. Le Pétrone de Kawalerowicz est en effet plus « viril » et « athlétique ».

### En musique
Le Satyricon de Pétrone a également inspiré à Bruno Maderna un opéra en un acte intitulé Satyricon, inachevé, qui a fait l'objet de trois versions : la création originale au Festival de Scheveningen en 1973, la version télévisée et enfin la version radiophonique. Maderna a souhaité respecter scrupuleusement le texte original mais il compose le livret à partir de la scène du festin chez Trimalcion, scène qui détermine l'unité d'action, de lieu et de temps, à laquelle il adjoint cependant des éléments extérieurs ou inventés. Si l'opéra de Maderna ne suit pas la chronologie du roman de Pétrone, il cherche cependant à établir des relations entre différents fragments du texte, analogies qui n'existent pas dans le roman original.
Le compositeur français Louis Durey (1888-1979) a mis en musique Trois poèmes de Pétrone (Op. 15), textes lyriques présents dans les fragments attribués à l'auteur du Satyricon : « La Boule de neige », « La Métempsychose » et « La Grenade ». Durey les a composés en novembre 1918 à partir de la traduction de Charles Héguin de Guerle. Le baryton François Le Roux et le pianiste Graham Johnson les ont enregistrés en 2002.

### En bande dessinée
La bande dessinée Péplum de Blutch, datant de 1996, est librement inspirée du Satyricon de Pétrone. Plusieurs éléments du texte original (le personnage de Giton et le thème de l'impuissance sexuelle) sont exploités, autour d'une trame différente cependant : l'histoire d'amour entre un homme et une femme prise dans les glaces.
Dans Astérix chez les Helvètes, Uderzo et Goscinny mettent en scène une orgie à la première case de la page 7 qui est une allusion parodique au festin chez Trimalcion.
Dans la série Murena de Philippe Delaby et Jean Dufaux, Pétrone apparaît dans plusieurs albums en tant qu'ami de Lucius Murena mais également aux côtés de Néron.

#### Œuvres de Pétrone

##### Éditions complètes
- Petronius Arbiter, Apuleius, Aulus Gellius et Désiré Nisard (éd.) (trad. Joseph Baillard, Aulard (M.), Th Savalète, A. V. D. P. Fabre de Narbonne, Paul Jacquinet), Pétrone, Apulée, Aulu-Gelle : œuvres complètes avec la traduction en français, J.J. Dubochet et compagnie, coll. « Collection des auteurs latins », 1842 (lire en ligne)
- Œuvres complètes (trad. Charles Héguin de Guerle), L'Harmattan, coll. « Archives Karéline », 2008. Fac-simile de l'édition Garnier frères, 1861
- Pétrone et Konrad Müller (éditeur), Petronii Arbitri Satyricon, Munich, Heimeran, 1961.

##### Éditions duSatyriconen français
- Pétrone (trad. Alfred Ernout), Le Satyricon, Paris, Les Belles Lettres, 2002 (1re éd. 1923), 217 p. (ISBN 978-2-251-01138-7, présentation en ligne), chap. XLVII. Suivi des fragments attribués à Pétrone, d'un Index Personarum et d'un Index Metrorum
- Pétrone (trad. Alfred Ernout), Le Satyricon, Le Livre de Poche, coll. « classique » (no 589), 1995, 181 p. (ISBN 978-2-253-23655-9)Préface de Perrine Galand-Hallyn
- Pétrone (trad. Pierre Grimal), Romans grecs et latins, Paris, Gallimard, coll. « Bibliothèque de la Pléiade », 1958, 521 p., p. 1-137
- Pétrone (trad. du latin par Pierre Grimal), Satyricon, Paris, Gallimard, coll. « Folio classique » (no 70), 1969, 521 p. (ISBN 2-07-036070-9)Préface d'Henry de Montherlant
- Pétrone (trad. du latin par Géraldine Puccini), Satyricon, Paris, Arléa, 1995, 249 p. (ISBN 2-86959-242-6)
- Pétrone (trad. Laurent Tailhade), Satyricon, Paris, Garnier-Flammarion (no 357), 1981, 279 p.
- Louis de Langle, L'œuvre de Pétrone : le Satyricon, Paris, Bibliothèque des curieux, coll. « Les maîtres de l'amour », 1923, 305 p. (lire en ligne)
- Pétrone (trad. Laurent Tailhade, ill. Georges-Antoine Rochegrosse), Pétrone, Paris, Louis Conard, 1910
- Pétrone (trad. du latin par Françoise Desbordes), Satyricon, Paris, Flammarion, 1993, 275 p. (ISBN 2-08-070357-9)
- Pétrone (trad. Olivier Sers), Satyricon, Paris, Les Belles Lettres, coll. « Classiques en poche bilingue », 2001, 332 p. (ISBN 978-2-251-79965-0)
- Pétrone (trad. Charles Héguin de Guerle), Satyricon, Paris, Édition Garnier frères, 1861 Réédition À l'enseigne du pot cassé, Collection Bibliotheca Magna, illustré par Raphaël Drouart, 1938
- Pétrone, Encolpe et Giton, ou le Satyricon de Pétrone moins le festin chez Trimalcion, Quintes-Feuilles, 2000, 214 p. (ISBN 978-2-9516023-0-4, lire en ligne). Introduction et chronologie par Jean-Claude Féray

#### Œuvres inspirées de Pétrone
- Pierre Combescot, Ce soir on soupe chez Pétrone, Paris, Grasset, 2004, 352 p. (ISBN 978-2-246-60341-2)
- Henryk Sienkiewicz, Quo vadis ?, Le Livre de Poche, coll. « Classiques », 2001 (1re éd. 1895), 699 p. (ISBN 978-2-253-16077-9)

#### Monographies et usuels
- Eugen Cizek, Roma Aeterna, Leiden, J. Brill, 1972 (lire en ligne)
- Albert Collignon, Pétrone en France, A. Fontemoing, 1905
- Albert Collignon, Pétrone au Moyen Âge et dans la littérature française, Nancy, Berger-Levrault et cie, 1893
- (en) G. B. Conte, The Hidden Author. An Interpretation of Petronius's Satyricon, Berkeley-Los Angeles-London, University of California Press, 1996
- Félix Gaffiot, Catherine Magnien, Gaffiot : Dictionnaire latin français abrégé, Hachette, coll. « Livre de poche », 1997, 628 p. (ISBN 978-2-253-05076-6)
- Peter Habermehl, Petronius, Satyrica 79–141. Ein philologisch-literarischer Kommentar (= Texte und Kommentare. Band 27). Walter de Gruyter, Berlin u. a. 2006–,  (ISBN 3-11-018533-4) (Band 1),  (ISBN 978-3-11-019109-7) (Band 2) und  (ISBN 9783110582741) (Band 3).
- Léon Herrmann, Douze poèmes d’exil de Sénèque et vingt-quatre poèmes de Pétrone, vol. 22, Bruxelles, coll. « Latomus », 1955
- René Martin, Le Satyricon de Pétrone, Paris, Ellipses, coll. « Textes Fondateurs », 1999, 175 p. (ISBN 2-7298-7809-2)
- (en) Jonathan Prag et Ian Repath (dir.), Petronius : a handbook, Chichester, Malden, Wiley-Blackwell, 2009, 256 p. (ISBN 978-1-4051-5687-5 et 1-4051-5687-2)
- Pascal Quignard, chap. VI « Pétrone et Ausone », dans Le sexe et l'effroi, Gallimard, coll. « Folio », 1994 (ISBN 2-07-040002-6), p. 147-157
- (en) G. Schmeling, A Bibliography of Petronius, Leyde, Brill, coll. « Mnemosyne », 1976, chap. 39.
- Émile Thomas, L'Envers de la Société romaine : Pétrone, Paris, Fontemoing (1re éd. 1902)
- Paul Thomas, « Préface », dans Dîner chez Trimalchion, Paris, Mille et une nuits, 2006 (ISBN 2-8420-5949-2)
- Etienne Wolff, Le roman grec et latin, Paris, Ellipses, coll. « Thèmes & études », 1997, 118 p. (ISBN 2-7298-9760-7)
- Wei-jong Yeh, Structures métriques des poésies de Pétrone : pour quel art poétique?, vol. 52, Peeters, coll. « Bibliothèque d'études classiques », 2007, 659 p. (ISBN 978-2-87723-985-1)

#### Articles

##### Sur Pétrone
- Pierre Flobert, « De Stace à Pétrone », dans Aere perennius (Hommage à Hubert Zehnacker), Presses de la Sorbonne, 2006 (lire en ligne), p. 603-610
- René Martin, « Petronius Arbiter, une géniale imposture ? », dans Présence du roman antique, Actes du Colloque international, Clermont-Ferrand, Centre de recherches Caesarodunum, 2006 (présentation en ligne)
- René Martin, « Qui a (peut-être) écrit le Satyricon ? », Revue des Études latines, t. 78,‎ 2001, p. 139-163
- René Martin, « Petronius Arbiter et le Satyricon : où en est la recherche ? », Bulletin de l'Association Guillaume Budé, no 1,‎ 2009 (lire en ligne).
- Paul-Marie Veyne, « Le « Je » dans le Satyricon », Revue des Études latines, t. 42,‎ 1964, p. 301-324

##### Sur ses écrits
- Alberto Pietro Arciniega, « Esclaves et affranchis dans Fellini - Satyricon », dans La fin du statut servile ? Affranchissement, libération, abolition. Hommage à Jacques Annequin, Presses universitaires de Franche-Comté et Institut des sciences et techniques de l'Antiquité, 2008, 572 p. (ISBN 9782848672250)
- Antonio Gonzalès, « Quid faciant leges, ubi sola pecunia regnat. Affranchis et pauvres dans le Satiricon de Pétrone », dans La fin du statut servile ? Affranchissement, libération, abolition. Hommage à Jacques Annequin, Presses universitaires de Franche-Comté et Institut des sciences et techniques de l'Antiquité, 2008, 572 p. (ISBN 9782848672250)
- Gaston Boissier, « Un roman de mœurs sous Néron - Le Satyricon de Pétrone », Revue des Deux Mondes, vol. 6,‎ 1874, p. 320-348
- Louis Callebat, « Structures narratives et modes de représentation dans le Satyricon de Pétrone », Revue des Études Latines, vol. 52,‎ 1974, p. 283-284
- André Daviault, « Est-il encore possible de remettre en question la datation néronienne du Satyricon de Pétrone ? », Phoenix, Classical Association of Canada, vol. 55, nos 3/4,‎ 2001, p. 327-342 (lire en ligne)
- Michel Dubuisson, « Aventure et aventuriers dans le Satyricon de Pétrone », Les Cahiers des paralittératures, no 5,‎ 1993 (lire en ligne [PDF])
- J. Fischer, « Métaphore et interdit dans le discours érotique de Pétrone », Centre d'Études Anciennes, no 5,‎ 1976, p. 5-15
- Johana Grimaud, « Les jeunes gens dans le Satyricon : Violence et perte de repères », Camenulae, no 4,‎ février 2010 (lire en ligne [PDF])
- Charles Héguin de Guerle, « Recherches sceptiques sur le Satyricon et son auteur », dans Satyricon, Paris, Édition Garnier frères, 1861, p. 7-45Préface à l'édition
- Jocelyne Le Ber, « L’École des veuves, une métamorphose de la Matrone d’Éphèse », dans Analele Universitatii Stefan cel Mare, t. 14, Suceava, Editura Universitatii din Suceava, coll. « Série Filologie, B : Literatura », janvier 2008 (ISSN 1584-2886, présentation en ligne, lire en ligne [PDF]), p. 153-159
- (en) Hugh McElroy, « The Reception and Use of Petronius: Petronian pseudepigraphy and imitation », Ancient Narrative, vol. 1,‎ 2000–2001, p. 350-379 (lire en ligne)
- René Martin, « Quelques remarques concernant la date du Satyricon », Revue des Études latines, vol. LIII,‎ 1975, p. 182-224
- René Martin, « Le roman de Pétrone et la théorie du roman », dans Actes du colloque de Clermont-Ferrand Neronia, Publications du centre de recherches sur les civilisations antiques, Université de Clermont II, 1982, p. 125-138
- René Martin, « Le Satyricon peut-il être une œuvre du IIe siècle ? », dans Aere perennius (Hommage à Hubert Zehnacker), Presses de la Sorbonne, 2006 (lire en ligne), p. 603-610
- François Ripoll, « Le Bellum Ciuile de Pétrone : une épopée flavienne ? », Revue des Etudes anciennes, t. 104,‎ 2002, p. 163-184 (présentation en ligne)
- (en) Kenneth F. C. Rose, « The date and author of the Satyricon », dans Mnemosyne, vol. 16, Brill Archive, 1971
- Maurice Sartre, « Mais qui a vraiment écrit le Satyricon ? », Hors-série de la revue l'Histoire, no 264,‎ novembre-décembre 2002 (lire en ligne)
- Danielle Van Mal-Maeder, « Les beaux principes : Du discours à l’action dans le Satyricon de Pétrone », Ancient Narrative, Université de Lausanne, Groupe strasbourgeois des études latines (GSEL), vol. 10,‎ 2010 (lire en ligne [PDF])

##### Sur le contexte historique et littéraire
- Géraldine Puccini-Delbey, « Présence-Absence de la figure du Lector dans les romans latins de l’époque impériale », Cahiers de Narratologie, vol. 11,‎ 2004 (lire en ligne)
- (en) Gareth L. Schmeling et Johanna H. Stuckey, « A bibliography of Petronius », dans Mnemosyne, vol. 39, Brill Archive, 1977, 239 p. (ISBN 9789004047532)
- Aldo Setaioli, « L'amour romanesque entre idéal et parodie : les romanciers grecs et Pétrone », Rursus, no 4,‎ 2009 (lire en ligne)
- Hubert Zehnacker et Jean-Claude Fredouille, « Pétrone », dans Littérature latine, Presses universitaires de France, coll. « Quadrige manuels », 2005 (ISBN 2-13-055211-0), p. 247-251
- Maria Kosko (dir.), La Fortune de Quo vadis ? de Sienkiewicz en France, Slatkine, coll. « Bibliothèque de la revue de littérature comparée » (no 109), 1976 (lire en ligne)